# Johan Jørgensen Jomtou
Johan Jørgensen Jomtou (født 7. marts 1791 i Maribo, død 30. december 1866) var en dansk litterat.
Jomtou, der var født i Maribo og var søn af Jørgen Pedersen Jomtou, blev vævermester ligesom faderen; men tidlig påvirket af Rousseau og lokket af sin store lærenemhed, forfængelighed og entusiasme søgte han anden virksomhed.
Han blev skuespiller, tog derpå dansk-juridisk eksamen i 1818 og blev sagfører i Maribo; fra 1829 var han bestyrer af bogtrykkeriet det Poppske Officin i København, i 1835 købte han dets skriftstøberi, men opgav også dette for alene at vie sig til litterær gerning. Han skrev digte og udgav tidsskrifter (Tilskueren 1831-34, Skillingsbladet 1834 osv.), hvori han bl.a. behandlede offentlige eller sociale forhold.
Christian 8. havde allerede som prins ladet sig blænde af den uegennyttige mands begejstring og hans mange, men lidet sammenhængende kundskaber; han sendte ham 1840 på udlandsrejse til Tyskland, Østrig og Schweiz og lod ham udarbejde et Udkast til en Kriminallov (der udkom 1848).
Efter kongens død ophørte den årlige understøttelse, som var givet Jomtou, og han levede nu alene af sine skrifter. Således blandt andet de historiske bøger hvor han bl.a. anvendte arkivmateriale, det blev til titlerne Struensee, 1852, Christian VII, 1856, Caroline Mathildes Livshistorie, 1858 og Frederik den Sjette, 1860. Men han skrev også bøger om andre emner såsom Kjøbenhavn og kjøbenhavnere, 1856, Skildringer af det danske Justits- og Fængselsvæsen, 1862 og flere forskellige tidsskrifter, bl.a. Philantropen, Tilskueren, Sandhedsvennen, Panoramaet og mange andre.
På sine gamle dage måtte han ved flere måneders fængsel afsone nogle alt for frimodige udtalelser om Frederik 7. Den noget forstyrrede mand med det karakteristiske udseende hørte til Københavns gadeoriginaler.
I tidsskriftet Diorama, på hvis titelbillede Kristus, Rousseau og Jomtou er fremstillede (1858), gav han sin selvbiografi.